# Henri Longeot
Henri Longeot, né le 7 mai 1917 à Bellegarde et mort le 27 décembre 2010 à Grenoble, est un ingénieur et militant politique français. De 1960 à 1967, il a appartenu au Bureau national du PSU.

## Biographie
Henri Longeot, ingénieur des Arts-et-métiers, travaillait dans l'administration de l'Éducation nationale, où il termine sa carrière professionnelle comme Inspecteur général. 

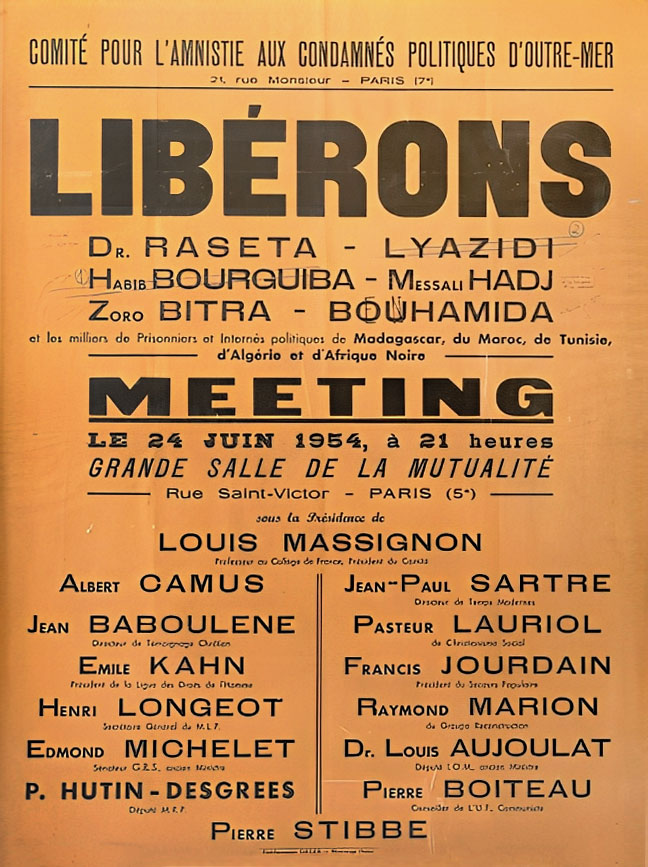
Meeting pour la libération des prisonniers et internés politiques de Madagascar, du Maroc, de Tunisie, d’Algérie et d’Afrique Noire, en présence de Henri Longeot, 24 juin 1954

Militant après 1945  d'un mouvement d'action ouvrière catholique, le Mouvement populaire des familles, Henri Longeot est l'un de ceux qui en 1950 quitte cette organisation pour créer le Mouvement de libération du peuple, groupuscule de gauche anticolonialiste, dont les points d'ancrage se situent parmi la classe ouvrière et le syndicalisme chrétien,. Cette petite formation, située à gauche de la SFIO, perd une partie de ses adhérents, qui rallient le Parti communiste. Les autres engagent un rapprochement avec des groupes militants d'extrême-gauche, pour créer en décembre 1957 l'UGS. Henri Longeot  fait partie de la direction de l'UGS, puis il est élu au bureau national du PSU, secrétaire national adjoint avec Gilles Martinet, lors du congrès fondateur de celui-ci, en avril 1960.
Durant sept années, il occupe cette fonction au PSU. Lors du congrès d'Alfortville, en janvier 1963, c'est sur une motion "Longeot" que se comptent les différents courants de cette formation politique. Elle recueille alors 348 voix sur les 709 mandats. En 1967, il n'est pas réélu au Bureau national.
Henri Longeot est élu Président de l'AFDET (Association Française pour le Développement de l’Enseignement Technique) de 1986 - 1987, puis 1995 à 1997